# Ronde van Spanje 1968
De 23e editie van de Ronde van Spanje ging op 25 april 1968 van start in Zaragoza, in het noorden van Spanje. Na 2990 kilometer en 18 etappes werd op 12 mei in Bilbao gefinisht. De ronde werd gewonnen door de Italiaan Felice Gimondi. Hierdoor werd Gimondi de tweede wielrenner die zowel de Ronde van Spanje, de Ronde van Italië als de Ronde van Frankrijk won.

## Eindklassement
Felice Gimondi werd winnaar van het eindklassement van de Ronde van Spanje van 1968 met een voorsprong van 2 minuten en 15 seconden op José Pérez Francés. In de top tien eindigden vijf Spanjaarden. De beste Nederlander was Jan Janssen met een zesde plek in het algemeen klassement. Hij won tevens het puntenklassement.
| rang | renner                  | land      | ploeg            | tijd       |
| ---- | ----------------------- | --------- | ---------------- | ---------- |
| 1    | Felice Gimondi          | Italië    | Salvarani        | 78u 29'00" |
| 2    | José Pérez Francés      | Spanje    | Kas-Kaskol       | + 2'15"    |
| 3    | Eusebio Vélez           | Spanje    | Fagor            | + 5'08"    |
| 4    | José María Errandonea   | Spanje    | Fagor            | + 5'19"    |
| 5    | Vittorio Adorni         | Italië    | Faema            | + 5'26"    |
| 6    | Jan Janssen             | Nederland | Pelforth-Lejeune | + 5'43"    |
| 7    | Antonio Gómez del Moral | Spanje    | Kas-Kaskol       | + 5'55"    |
| 8    | Carlos Echeverría       | Spanje    | Kas-Kaskol       | + 6'00"    |
| 9    | Lucien Aimar            | Frankrijk | Bic              | + 6'40"    |
| 10   | Joseph Spruyt           | België    | Faema            | + 7'50"    |

## Etappe-overzicht
| Etappe | Van - naar                    | Km       | Etappewinnaar          | Klassementsleider    |
| ------ | ----------------------------- | -------- | ---------------------- | -------------------- |
| 1a     | Zaragoza                      | 130      | Jan Janssen            | Jan Janssen          |
| 1b     | Zaragoza                      | 4 (ITT)  | Jan Janssen            | Jan Janssen          |
| 2      | Zaragoza - Lérida             | 195      | Michael Wright         | Jan Janssen          |
| 3a     | Lérida - Barcelona            | 165      | Tommaso De Pra         | Jan Janssen          |
| 3b     | Barcelona - Barcelona         | 38       | Rudi Altig             | Rudi Altig           |
| 4      | Barcelona - Salou             | 108      | Michael Wright         | Michael Wright       |
| 5      | Salou - Vinaròs               | 106      | Rudi Altig             | Rudi Altig           |
| 6      | Vinaròs - Valencia            | 148      | Pietro Guerra          | Rudi Altig           |
| 7      | Valencia - Benidorm           | 144      | Wilfried Peffgen       | Rudi Altig           |
| 8      | Benidorm - Almansa            | 167      | Manuel Martín Piñera   | Manuel Martín Piñera |
| 9      | Almansa - Alcázar de San Juan | 230      | José María Errandonea  | Rudi Altig           |
| 10     | Alcázar de San Juan - Madrid  | 173      | Domingo Perurena       | Rudi Altig           |
| 11     | Madrid - Palencia             | 242      | Ramón Sáez             | Rudi Altig           |
| 12     | Villalón de Campos - Gijón    | 236      | José Pérez Francés     | José Pérez Francés   |
| 13     | Gijón - Santander             | 203      | Victor Van Schil       | José Pérez Francés   |
| 14     | Santander - Vitoria           | 244      | Eduardo Castelló       | Felice Gimondi       |
| 15     | Vitoria - Pamplona            | -        | Geannuleerd            | Felice Gimondi       |
| 16     | Pamplona - San Sebastián      | 204      | Luis Pedro Santamarina | Felice Gimondi       |
| 17     | San Sebastián - Tolosa        | 67 (ITT) | Felice Gimondi         | Felice Gimondi       |
| 18     | Tolosa - Bilbao               | 206      | Manuel Martín Piñera   | Felice Gimondi       |